# فرودگاه کیتیل
فرودگاه کیتیل (به انگلیسی: Kitale Airport) یک فرودگاه همگانی، غیرنظامی با کد یاتا KTL است که یک باند فرود آسفالت دارد و طول باند آن ۱۴۵۰ متر است. این فرودگاه در شهر کیتیل، کنیا کشور کنیا قرار دارد و در ارتفاع ۱۸۵۰ متری از سطح دریا واقع شده است.

## شرکت‌های هواپیمایی و مقصدهای پروازی
| شرکت‌های هواپیمایی | مقصدهای پروازی            |
| ----------------- | ------------------------- |
| Fly540            | فصلی: لودوار، جومو کنیاتا |
| Fly-SAX           | ویلسون                    |